# Timothy Menezes
Timothy Francis Menezes (* 18. Juli 1970 in Birmingham) ist ein britischer römisch-katholischer Geistlicher und Weihbischof in Birmingham.

## Leben
Timothy Menezes studierte Philosophie und Theologie am Priesterseminar im Birminghamer Stadtteil Oscott, dem St. Mary’s College, und am Päpstlichen Englischen Kolleg in Rom, wo er an der Päpstlichen Universität Gregoriana das Baccalaureat erwarb. Am 22. Juli 1995 empfing er in der St.-Dunstan-Kirche im Vorort Kings Heth von Birmingham durch Erzbischof Maurice Couve de Murville das Sakrament der Priesterweihe für das Erzbistum Birmingham. Im Folgejahr erwarb er am Päpstlichen Liturgischen Institut Sant’Anselmo das Lizenziat in Liturgiewissenschaft.
Neben Aufgaben in der Pfarrseelsorge war er von 1996 bis 2004 Dozent am Maryvale Institute in Birmingham und von 1998 bis 2011 Dozent für Liturgiewissenschaft am St. Mary’s College. Von 2000 bis 2004 war zudem persönlicher Sekretär des Erzbischofs. Von 2011 bis 2019 war er Generalvikar und ab 2011 Domkapitular an der St. Chad’s Cathedral, deren Dekan er 2019 wurde. Ab 2020 gehörte er der Liturgiekommission der Bischofskonferenz von England und Wales an und war Berater der Internationalen Englischen Liturgiekommission. Im Juli 2022 wurde er zudem ökumenischer Domherr an der anglikanischen Kathedrale von Lichfield.
Papst Franziskus ernannte ihn am 25. April 2024 zum Titularbischof von Thugga und zum Weihbischof in Birmingham. Der Erzbischof von Birmingham, Bernard Longley, spendete ihm und dem mit ihm ernannten Weihbischof Richard Walker am 16. Juli desselben Jahres in der St. Chad’s Cathedral die Bischofsweihe. Mitkonsekratoren waren der Birminghamer Weihbischof David Evans und der Bischof von Hexham und Newcastle, Stephen Wright.